# Medaglia Hans von Bülow
La Medaglia Hans von Bülow è un riconoscimento che viene assegnato dai Berliner Philharmoniker a musicisti che abbiano avuto un forte legame con l'orchestra. Prende il nome dal primo Direttore Musicale dell'Orchestra Hans von Bülow.
Fra gli assegnatari della medaglia figurano:
- Mariss Jansons, direttore d'orchestra, 2003.[1]
- Nikolaus Harnoncourt, direttore d'orchestra, 1999.[1][2]
- Hans Werner Henze, compositore, 1997.[3]
- Claudio Abbado, direttore d'orchestra.[4]
- Wolfgang Sawallisch, direttore d'orchestra, 2003.[4]
- Georg Solti, direttore d'orchestra, 1993.[5][6]
- Alfred Brendel, pianista, 1992.
- Yehudi Menuhin, violinista e direttore d'orchestra, 1979.[7]
- Claudio Arrau, pianista, 1978.
- Eugen Jochum, direttore d'orchestra.[1]
- Herbert von Karajan, direttore d'orchestra.[1]
- Zubin Mehta, direttore d'orchestra.[4]
- Daniel Barenboim, direttore d'orchestra e pianista.[1]
- Seiji Ozawa, direttore d'orchestra.[6]
- Bernard Haitink, direttore d'orchestra, 1994.[1]
- Günter Wand, direttore d'orchestra.[1]
- Lorin Maazel, direttore d'orchestra.[4]
- Lovro von Matačić, direttore d'orchestra.
- Erich Hartmann
- Loriot (Vicco von Bülow), attore.
- Rudolf Serkin, pianista.
- Dietrich Fischer-Dieskau, cantante.
- Wolfgang Stresemann, musicista e amministratore.
- Hans Heinz Stuckenschmidt, musicologo.